# Zhiyuan
Die Zhiyuan (chinesisch 致遠 / 致远) war ein Geschützter Kreuzer der gleichnamigen Klasse der chinesischen Beiyang-Flotte. Zeitgenössisch wurde der Name meist in Chih Yuen übertragen.
Zusammen mit dem Schwesterschiff Jingyuan, damals meist Ching Yuen genannt, wurde sie bei Armstrong, Mitchell & Co in Elswick konstruiert und gebaut. Die beiden Schiffe waren sogenannte Elswick-Kreuzer, wie sie auch von Chile und Japan gekauft wurden.
Die Zhiyuan wurde im Japanisch-Chinesischen Krieg in der Seeschlacht am Yalu versenkt, wo sie sich durch einen entschlossenen Kampf auszeichnete.

## Baugeschichte
Die chinesische Marine hatte sich 1881 entschieden, moderne Schiffe aus Deutschland zu beziehen, das zu dieser Zeit keine militärische Großmacht in Ostasien war. Sie erhielt mit der Dingyuan eines der modernsten Schlachtschiffe ihrer Zeit. Dem Großauftrag der neuen chinesischen Flotte folgte 1885 der Auftrag für zwei kleine Panzerkreuzer oder Panzerkanonenboote an die deutsche Vulcan-Werft in Stettin, die Jingyuan und die Laiyuan. Gleichzeitig wurden zwei geschützte Kreuzer bei Armstrong bestellt. Die britische Industrie drängte auf eine Beteiligung an chinesischen Aufträgen und auch chinesische Kreise waren aus finanziellen Erwägungen und wegen britischer Ausbildungshilfe daran interessiert.
Die Zhiyuan und ihr Schwesterschiff verdrängten 2355 ts und hatten einen in zwölf Abteilungen unterteilten Rumpf, der dazu fast vollständig einen Doppelboden hatte. Sie waren zweimastige Schiffe mit einem Schornstein und einem geringen Freibord. Die beiden Maschinen waren von Hawthorn, Leslie & Company geliefert worden und verfügten über eine Gebläseeinrichtung, die einen künstlichen Zug erzeugte, um eine Höchstgeschwindigkeit von 18 kn zu erreichen.
Obwohl relativ klein, wurden beide Schiffe schwer bewaffnet. Auf dem Vorschiff hatten sie zwei 210-mm-L/35-Krupp-Kanonen in einem von Armstrong konstruierten Doppelturm, der hydraulisch bewegt wurde. Ein drittes 210-mm-Krupp-Geschütz diente als manuell gerichtetes Heckgeschütz mit einem Schutzschild. Die Magazine für die drei Krupp-Kanonen waren unter den Geschützen. Die schweren Krupp-Geschütze wurde aus Uniformitätsgründen beibehalten. Als mittlere Artillerie waren zwei Armstrong-Kanonen von 152 mm mittschiffs auf seitlichen Ausbuchtungen relativ niedrig aufgestellt.
Die vier Torpedorohre waren auf dem Deck starr an Bug und Heck und beweglich auf jeder Seite installiert.

## Einsatzgeschichte
Die Zhiyuan/Chih Yuen und ihr Schwesterschiff Jingyuan/Ching Yuen wurden im Juli 1887 fertiggestellt. Chinesische Seeleute übernahmen die Schiffe in Newcastle-upon-Tyne und erprobten sie mit Werftpersonal. Schließlich wurden die beiden Kreuzer zusammen mit den in Deutschland gebauten Jingyuan/King Yuan und Laiyuan/Lai Yuen unter dem Befehl des britischen Beraters William Lang (1843–1906) vom 12. September bis zum November 1887 von Portsmouth mit wenigem ausländischen Fachpersonal nach China überführt. Dort traten sie zur 1888 gebildeten Nordflotte (Beiyang-Flotte) mit Stützpunkt in Weihaiwei und führten Kontrollfahrten in Nordchina zwischen Shanghai und Taku durch.
Mit den zunehmenden Spannungen zwischen China und Japan begleitete seit Juni 1894 Zhiyuan, wie andere Schiffe der Beiyang-Flotte, die Transporte chinesischer Soldaten nach Korea.
Die Zhiyuan /Chih Yuen wurde bei Beginn des Japanisch-Chinesischen Krieges von Kapitän Deng Shichang kommandiert, der den Kreuzer schon aus Großbritannien überführt hatte, und war Teilnehmer der Seeschlacht am Yalu gegen die Japanische Flotte am 17. September 1894. Sie gehörte zu dem Teil der chinesischen Flotte, der frühzeitig von der japanischen „Fliegende Division“ des Konteradmirals Tsuboi Kōzō (Yoshino, Takachiho, deren Schwesterschiff Naniwa, und Akitsushima) vom Rest der Flotte getrennt wurde. Die schnelleren Japaner bestimmten die Gefechtsdistanz und hatten eine erheblich höhere Feuergeschwindigkeit. Die schon schwer beschädigte Zhiyuan lief auf die japanischen Kreuzer zu und sank um 15:30 Uhr über den Bug mit laufenden Maschinen mit fast der gesamten Besatzung. Dass sie die Yoshino zu rammen versuchte, wird von japanischer Seite als Ruderschaden beschrieben. Als Ursache für den Untergang wird ein Treffer in der Bugtorpedoanlage der Zhiyuan/Chih Yuen vermutet.